# Wilhelm Pape
Johann Georg Wilhelm Pape /paːpə/ (Berlino, 3 gennaio 1807 – Berlino, 23 febbraio 1854) è stato un grecista, lessicografo e filologo tedesco, noto soprattutto per essere l'autore del Griechisch-Deutsches Handwörterbuch (dizionario conciso greco-tedesco), pubblicato per la prima volta nel 1842 e più volte ristampato nel XIX e nel XX secolo.

## Biografia
Pape nacque a Berlino e fu istruito inizialmente a Chełmno (allora in territorio tedesco e denominata Kulm), dove suo padre lavorava come ufficiale dell'esercito; dal 1820 studiò al Gymnasium zum Grauen Kloster di Berlino, uno dei più antichi licei della Germania, dove si diplomò nel 1825. Proseguì poi gli studi di teologia e filologia classica all'Università Humboldt di Berlino. Sotto l'influsso di studiosi come August Boeckh e Karl Lachmann si dedicò principalmente alla filologia classica. Dopo la laurea nel 1828 superò l'anno di prova al Gymnasium zum Grauen Kloster diventando professore assistente. Conseguì il dottorato ad Halle con una dissertazione intitolata Lectiones Varronianae. Nel 1830 fu nominato professore ordinario e nel 1837 professore di Gymnasium. Trascorse a Berlino il resto della vita, fin quando nel 1852 iniziarono i sintomi di un'affezione al midollo spinale che lo portò alla morte nel 1854.

## Attività
Accanto agli obblighi scolastici, Pape si dedicò a studi lessicografici. Completò un Etymologisches Wörterbuch der griechischen Sprache nel 1836 ("vocabolario etimologico della lingua greca"), il lavoro scolastico De inveniendis Graecae linguae radicibus (1837) e nel 1842 pubblicò la sua opera più nota, il Griechisch-Deutsches Handwörterbuch. Per la seconda edizione (1849–1850) aggiunse un vocabolario dei nomi propri greci. Una versione riveduta e aumetata di quest'ultimo, pubblicata in due volumi da Gustav Eduard Benseler come Wörterbuch der griechischen Eigennamen (1863–70), divenne un'importante opera di riferimento nel XIX secolo.
Una terza edizione riveduta del vocabolario greco-tedesco di Pape fu pubblicata nel 1880 e ristampata varie volte all'inizio del XX secolo. Fu considerata un serio concorrente dell'Handwörterbuch der griechischen Sprache di Franz Passow, che fu la base dell'A Greek–English Lexicon.

## Opere (parziali)
- Testo indicizzato del Handwörterbuch (3ª edizione del 1880, ristampa del 1914) su Zeno.org
- Wörterbuch der griechischen Eigennamen, 3ª edizione a cura di Gustav Eduard Benseler, 1884, vol. 1: Α–Κ, vol. 2: Λ–Ω
- Griechisch – Deutsch Altgriechisches Wörterbuch, nuova edizione moderna e facsimile, CD-ROM, Directmedia Publishing, Berlino, 2005, ISBN 3-89853-517-7